# Населення Харкова
Населення Харкова станом на 1 січня 2019 року становило 1 446 107 осіб (друге місце після Києва). На Харків припадає 53 % населення Харківської області. Станом на листопад 2024 року населення Харкова оцінюють у 1 202 000 осіб.

## Історія

### Зміни населення
Поки Слобідська Україна мала права автономії, отримати землю і збудувати житло в регіоні було легко (землю можна було отримати безплатно, а будівельні матеріали для українських хат були доступні). В перші десятиліття після заснування Харкова його населення зростало переважно через переселенців з інших регіонів України (особливо Правобережжя, де на той час були складні економічні умови періоду Руїни). Місто мало вигляд великої слободи, у забудові переважали хати-мазанки (велика частина їх збереглися до сьогодні). Новоприбулі переселенці об'єднувалися в козацьке товариство, поділене на сотні й десятки. Найбільшими соціальними групами були козаки полкової служби, міщани, цехові ремісники (ткачі, шевці, котлярі, ковалі, різники, римарі, музики, склярі, шаповали, бондарі, гончарі, кравці, дехтярі, кушніри, теслі, олійники, винники, солодовники, коцарі). Населення міста було переважно українським, росіяни в різний час становили до 20 % (порівняно з іншими слобідськими містами це був високий показник).
Після того, як Харків став центром губернії, протягом 19 століття населення міста стрімко виросло (з 10 до 174 тисяч). При цьому відсоткова частка українців поступово зменшувалася через велику кількість переселенців із неукраїнських губерній (переважно російських, але також із польських, кавказьких та ін.). Так, за переписом 1897 року, 25,9 % харків'ян назвали рідною мовою українську, а 63,2 — російську.
На час остаточної окупації міста більшовиками в 1920 році населення Харкова становило 270 тисяч мешканців. Негативний вплив Першої світової війни та кількох років визвольних змагань на демографію регіону частково нівелювався тим, що до Харкова стікалися біженці, сюди евакуювали підприємства, звозили поранених, тут розквартировувались військові частини багатьох армій.
У міжвоєнний період населення Харкова виросло більш ніж удвічі. Спершу статус столиці УСРР та індустріальна розбудова, а потім колективізація і Голодомор спричинили великий потік людей до міста. В цей час відбувалася забудова «Нового Харкова» (відомий тепер як район ХТЗ) — робітничого соцмістечка на південний схід від центра міста. На час початку Другої світової війни населення Харкова складало приблизно 860 тисяч осіб (1940 р.). Водночас змінилася етнічна структура населення: у 1926 році українців та росіян у Харкові було вже майже порівну (38,6 % та 37,2 % відповідно), а у 1939 українці становили майже половину населення, тоді як росіяни — майже третину.
Після Другої світової війни Харків, як і решта міст України, переживав швидке повоєнне відновлення і до 1990 року населення зросло майже вдвічі порівняно з 1940 роком. Відсоток українців у повоєнні роки зростав і в 2001 році вони становили 62,8 %, а росіяни — 33,2 %.
В перші місяці російського вторгнення 2022 року велика частина населення міста евакуювалася. За перші два тижні лише залізницею виїхало понад 600 тисяч людей (близько третини міста), багато хто їхав власним транспортом. За підрахунками Харківської ОВА, навесні в місті залишилося 300—400 тисяч людей. Влітку 2022 люди почали поступово повертатися. Станом на літо 2022 в місті проживало 700–800 тисяч людей, а в листопаді 2022 року — вже близько 1 мільйона 100 тисяч жителів. Станом на лютий 2024 року населення Харкова оцінюють у 1,3 млн людей.

### Історична динаміка

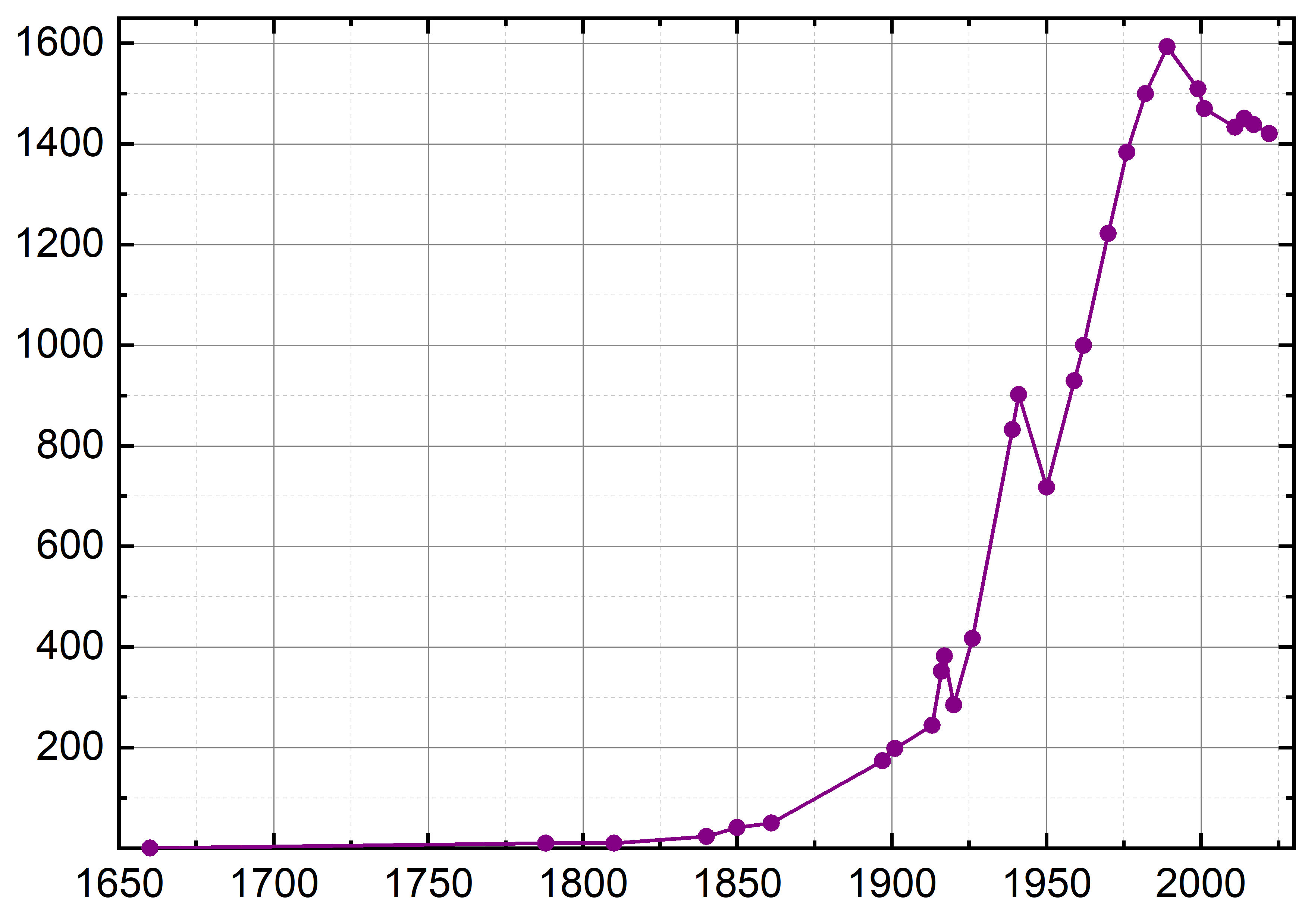
Динаміка зростання населення міста Харків (тис. осіб)

Історична динаміка населення Харкова, осіб:
- 1655 — близько 1500—1800 (з них 587 козаків)[15]
- 1665 — 2 415[15]
- 1666 — 2 330[15]
- 1700 — 6 429[16]
- 1732 — 7 000[17]
- 1773 — 10 149[18]
- 1785 — 10 885[18][19]
- 1787 — 10 512[20][21]
- 1788 — 10 743[21][22]
- 1810 — 10 400
- 1840 — 23 600
- 1866 — 60 798
- 1867 — 60 000
- 1873 — 82 113
- 1879 — 102 049
- 1897 — 173 989
- 1912 — 238 466
- 1913 — 244 700
- 1926 — 409 505
- 1939 — 832 913
- 1959 — 934 136
- 1970 — 1 222 852
- 1979 — 1 443 754
- 1989 — 1 609 959
- 2001 — 1 470 902
- 2014 — 1 451 132
- 2017 — 1 450 334
- 2018 — 1 450 082
- 2019 — 1 446 107
- 2020 — 1 443 207
- 2021 — 1 433 886
- 2022 — 1 421 125
- 2024 — 1 202 000 (з яких 1 млн — мешканці Харкова, 202 тисячі — внутрішньопереміщені особи)[23]

## Статистика

### Національний склад
Кількість українців та росіян (осіб чоловічої статі) у Харкові в 17-18 століттях.
|          | 1665 | 1668 | 1670 | 1673 | 1686 | 1732 |
| -------- | ---- | ---- | ---- | ---- | ---- | ---- |
| українці | 2282 | 1491 | 2101 | 1276 | 1937 | 3329 |
| росіяни  | 133  | 75   | 415  | 118  | 571  | 235  |

Динаміка національного складу населення Харкова за даними переписів населення, % (курсивом позначено мовний склад населення).
|          | 1897 | 1926 | 1939 | 1959 | 1989 | 2001 |
| -------- | ---- | ---- | ---- | ---- | ---- | ---- |
| українці | 25,9 | 38,6 | 48,5 | 48,4 | 50,4 | 62,8 |
| росіяни  | 63,2 | 37,2 | 32,9 | 36,1 | 42,0 | 33,2 |
| євреї    | 5,7  | 19,5 | 15,6 | 8,7  | 3,0  | 0,7  |

#### Перепис 1926 року
Національний склад населення Харкова за результатами перепису 1926 року
| № | Національність | Кількість | (%)    |
| - | -------------- | --------- | ------ |
| 1 | Українці       | 160 139   | 38,55  |
| 2 | Росіяни        | 154 448   | 37,18  |
| 3 | Євреї          | 81 130    | 19,53  |
| 4 | Поляки         | 5540      | 1,33   |
| 5 | Вірмени        | 2994      | 0,72   |
| 6 | Німці          | 2202      | 0,53   |
|   | Інші           | 8947      | 2,15   |
|   | Загалом        | 415 400   | 100,00 |

#### Перепис 1939
Національний склад населення Харкова за даними перепису 1939 року
| № | Національність | Кількість | (%)    |
| - | -------------- | --------- | ------ |
| 1 | Українці       | 403 606   | 48,46  |
| 2 | Росіяни        | 274 173   | 32,92  |
| 3 | Євреї          | 130 250   | 15,64  |
| 4 | Поляки         | 4613      | 0,55   |
| 5 | Білоруси       | 4193      | 0,50   |
| 6 | Вірмени        | 4056      | 0,49   |
|   | Інші           | 12 022    | 1,44   |
|   | Загалом        | 832 913   | 100,00 |

Національний склад районів Харкова у 1939 році, %
|          | Дзержинський | Кагановицький | Краснобазарський | Червонозаводський | Ленінський | Жовтневий | Орджонікідзевський | Сталінський |
| -------- | ------------ | ------------- | ---------------- | ----------------- | ---------- | --------- | ------------------ | ----------- |
| Українці | 43,6         | 43,1          | 71,8             | 49,6              | 50,0       | 41,0      | 56,6               | 56,5 %      |
| Росіяни  | 33,3         | 30,9          | 23,7             | 35,9              | 33,5       | 32,7      | 35,0               | 32,6 %      |
| Євреї    | 19,9         | 23,1          | 2,4              | 11,7              | 13,1       | 22,8      | 6,5                | 8,6 %       |
| Інші     | 3,2          | 2,9           | 2,1              | 2,8               | 3,4        | 3,6       | 2,0                | 2,4 %       |

### Мовний склад
Рідна мова за переписом 2001 р. у районах Харкова, %
| район             | українська | російська | вірменська |
| Харків            | 31,8       | 65,9      | 0,2        |
| ----------------- | ---------- | --------- | ---------- |
| Індустріальний    | 36,2       | 62,4      | 0,1        |
| Холодногірський   | 34,1       | 64,2      | 0,3        |
| Жовтневий         | 34,0       | 64,2      | 0,3        |
| Московський       | 33,4       | 65,0      | 0,2        |
| Київський         | 32,6       | 64,2      | 0,2        |
| Червонозаводський | 32,0       | 65,5      | 0,3        |
| Фрунзенський      | 29,2       | 69,2      | 0,2        |
| Комінтернівський  | 29,1       | 68,2      | 0,2        |
| Шевченківський    | 26,8       | 68,9      | 0,2        |

Динаміка рідної мови населення Харкова за переписами, %
| мова       | 1897 | 1926 | 1959 | 1989 | 2001 |
| ---------- | ---- | ---- | ---- | ---- | ---- |
| російська  | 63,2 | 64,3 | 67,2 | 70,0 | 65,9 |
| українська | 25,9 | 23,5 | 31,2 | 28,9 | 31,8 |
| єврейська  | 5,7  | 8,0  | 1,0  | 0,0  | 0,0  |

Мовний склад населення Харкова за переписом 1989 року
- російська мова — 70,0 % (росіяни — 99,5 %, євреї — 95,9 %, українці — 43,1 %)
- українська мова — 28,9 % (українці — 56,9 %, росіяни — 0,5 %, євреї — 0,5 %)
- єврейська мова — 0,03 % (євреї — 3,6 %)

Мовний склад населення Харкова за переписом 1926 року
- російська мова — 64,25 % (росіяни — 97,9 %, євреї — 57,4 %, українці — 38,5 %)
- українська мова — 23,5 % (українці — 60,2 %, росіяни — 1,1 %, євреї — 0,5 %)
- єврейська мова — 7,95 % (євреї — 40,7 %)

Українська мова є єдиною офіційною мовою міста.
Згідно з опитуванням, проведеним Міжнародним республіканським інститутом у квітні-травні 2023 року, українською вдома розмовляли 16 % населення міста, російською — 78 %.
Згідно з опитуванням, проведеним Міжнародним республіканським інститутом у квітні-травні 2024 року, українською вдома розмовляли 43 % населення міста, російською — 84 % (на відміну від опитування 2023 року було дозволено вибір кількох варіантів).

### Вікова структура
Вікова структура населення Харкова характеризується високим ступенем постаріння населення. Для нього характерна найнижча питома вага дітей у населенні серед усіх обласних центрів України та одна з найвищих — населення працездатного віку.
Розподіл населення за віком та статтю (2001):
| Стать | Всього  | До 15 років | 15-24   | 25-44   | 45-64   | 65-85   | Понад 85 |
| --- | ------- | ----------- | ------- | ------- | ------- | ------- | -------- |
| Чоловіки | 663 084 | 95 027      | 138 790 | 208 037 | 162 545 | 56 220  | 2465     |
| Жінки | 784 535 | 90 105      | 126 329 | 230 844 | 217 811 | 110 230 | 9216     |
| \| Статево-вікова піраміда \| Статево-вікова піраміда \| Статево-вікова піраміда \| \| ----------------------- \| ----------------------- \| ----------------------- \| \| Чоловіки \| Вік \| Жінки \| \| 2465 \| 85 + \| 9216 \| \| 3858 \| 80-84 \| 12 022 \| \| 10 511 \| 75-79 \| 27 634 \| \| 20 168 \| 70-74 \| 37 034 \| \| 21 683 \| 65-69 \| 33 540 \| \| 41 286 \| 60-64 \| 58 079 \| \| 25 496 \| 55-59 \| 34 450 \| \| 47 421 \| 50-54 \| 62 587 \| \| 48 342 \| 45-49 \| 62 695 \| \| 53 573 \| 40-44 \| 66 105 \| \| 49 703 \| 35-39 \| 56 531 \| \| 48 805 \| 30-34 \| 52 376 \| \| 55 956 \| 25-29 \| 55 832 \| \| 68 803 \| 20-24 \| 61 619 \| \| 69 987 \| 15-20 \| 64 710 \| \| 44 390 \| 10-14 \| 42 282 \| \| 28 755 \| 5-9 \| 27 070 \| \| 21 882 \| 0-4 \| 20 753 \| |         |             |         |         |         |         |          |
| Статево-вікова піраміда |         |             |         |         |         |         |          |
| Чоловіки | Вік     | Жінки       |         |         |         |         |          |
| 2465 | 85 +    | 9216        |         |         |         |         |          |
| 3858 | 80-84   | 12 022      |         |         |         |         |          |
| 10 511 | 75-79   | 27 634      |         |         |         |         |          |
| 20 168 | 70-74   | 37 034      |         |         |         |         |          |
| 21 683 | 65-69   | 33 540      |         |         |         |         |          |
| 41 286 | 60-64   | 58 079      |         |         |         |         |          |
| 25 496 | 55-59   | 34 450      |         |         |         |         |          |
| 47 421 | 50-54   | 62 587      |         |         |         |         |          |
| 48 342 | 45-49   | 62 695      |         |         |         |         |          |
| 53 573 | 40-44   | 66 105      |         |         |         |         |          |
| 49 703 | 35-39   | 56 531      |         |         |         |         |          |
| 48 805 | 30-34   | 52 376      |         |         |         |         |          |
| 55 956 | 25-29   | 55 832      |         |         |         |         |          |
| 68 803 | 20-24   | 61 619      |         |         |         |         |          |
| 69 987 | 15-20   | 64 710      |         |         |         |         |          |
| 44 390 | 10-14   | 42 282      |         |         |         |         |          |
| 28 755 | 5-9     | 27 070      |         |         |         |         |          |
| 21 882 | 0-4     | 20 753      |         |         |         |         |          |

Станом на 2014 р. чисельність різних вікових груп наявного населення Харкова була наступною:
| вік   | чисельність | частка |
| ----- | ----------- | ------ |
| 0-15  | 177 330     | 12,4 % |
| 16-59 | 951 871     | 66,5 % |
| 60+   | 302 364     | 21,1 % |

### Рух населення
Природний рух населення Харкова у 2013—2014 рр.
| Рік  | Живонароджені | Померлі | Природний приріст |
| ---- | ------------- | ------- | ----------------- |
| 2012 | 13 366        | 17 279  | - 3913            |
| 2013 | 13 194        | 16 998  | -3804             |
| 2017 | 13483         | 16416   | -2933[джерело?]   |

## Райони міста
Динаміка чисельності населення районів Харкова:
| Район           | 1959    | 1970      | 1979      | 1989      | 2001      | 2008      |
| --------------- | ------- | --------- | --------- | --------- | --------- | --------- |
| Харків          | 934 136 | 1 222 852 | 1 443 754 | 1 609 959 | 1 470 902 | 1 457 786 |
| Шевченківський  | 119 448 | 174 712   | 180 886   | 259 587   | 220 580   | 227 930   |
| Новобаварський  | 131 708 | 127 032   | 118 379   | 117 475   | 111 173   | 109 021   |
| Київський       | 150 463 | 156 704   | 167 025   | 173 022   | 188 706   | 187 417   |
| Слобідський     | 77 995  | 221 221   | 166 609   | 176 453   | 149 798   | 147 796   |
| Холодногірський | 119 467 | 113 896   | 107 886   | 117 089   | 93 844    | 89 246    |
| Салтівський     | 110 311 | 147 875   | 326 866   | 332 568   | 310 278   | 305 665   |
| Індустріальний  | 102 665 | 163 353   | 126 884   | 158 049   | 155 843   | 157 531   |
| Немишлянський   |         |           | 138 853   | 167 962   | 144 151   | 139 817   |
| Основ'янський   | 122 079 | 118 059   | 110 366   | 107 754   | 96 529    | 93 363    |